# Epilacydes
Epilacydes is een geslacht van vlinders van de familie spinneruilen (Erebidae), uit de onderfamilie Arctiinae.

## Soorten
- E. bayoni (Berio, 1935)
- E. pseudoscita Dubatolov, 2006
- E. simulans Butler, 1875
- E. unistriga (Grünberg, 1910)